# Корона Австрийской империи

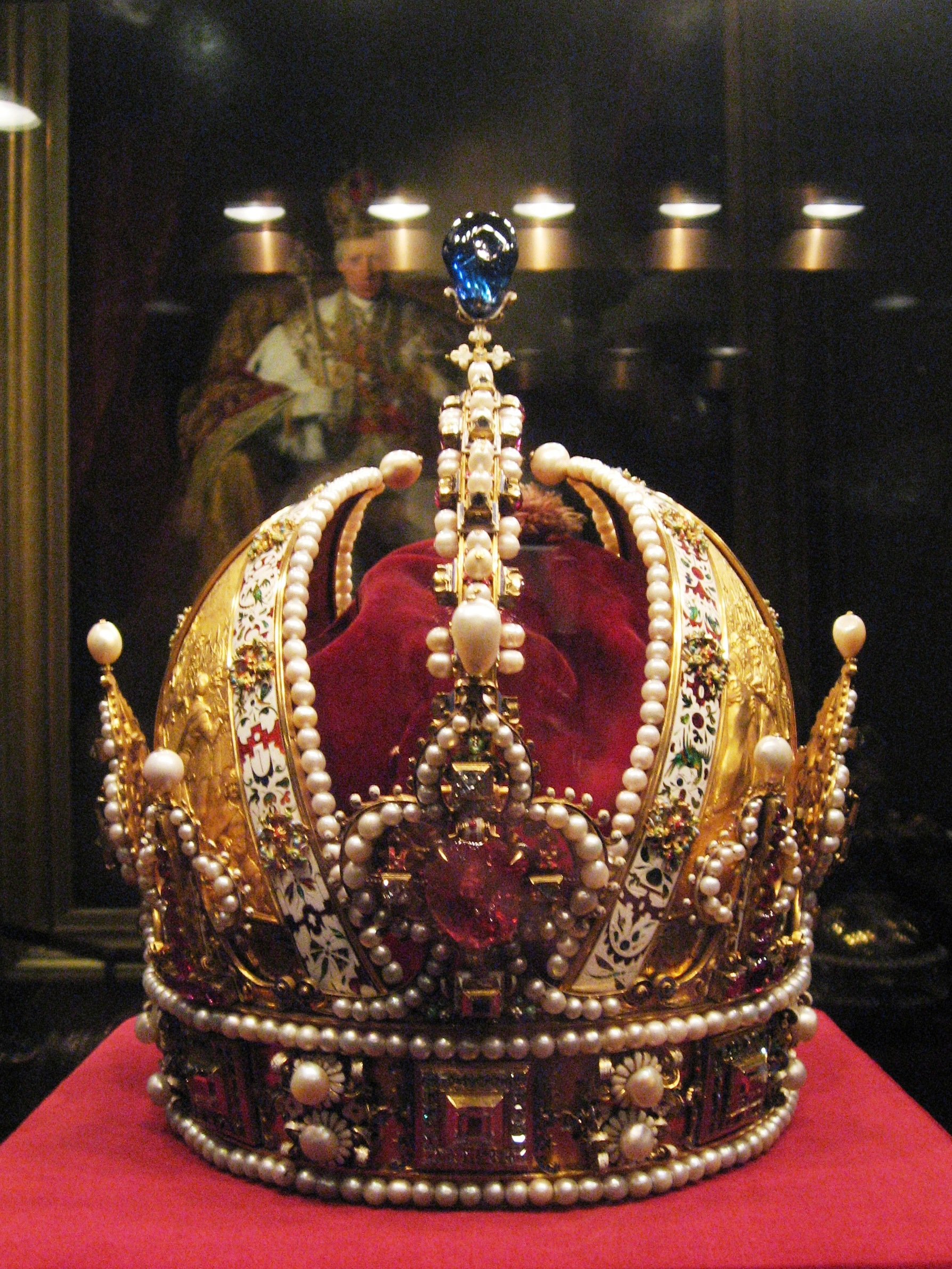
Корона Рудольфа II

Корона Австрийской империи была первоначально личной короной императора Священной Римской империи Рудольфа II. Поэтому она также известна как корона Рудольфа II

## История
Поскольку имперские регалии Священной Римской империи, особенно корона Карла Великого, постоянно находились в Нюрнберге и вывозились из города только для коронации нового императора, некоторые правители имели собственные личные короны. К примеру, во время нахождения на сессии имперского рейхстага, на императоре была его собственная (частная) корона. Самое старое описание такой частной короны — гравюра Дюрера, где он изобразил императора Максимилиана I, с короной на голове.
Фактически императорская корона никогда не использовалась для коронации. Австрийская монархия, в противоположность Священной Римской империи, была наследственной под властью династии Габсбургов, и поэтому в таком акте легитимности не было необходимости. Церемония была больше актом введения в должность при официальном вступлении на трон монарха.
Корона Рудольфа II была сделана в 1602 году в Праге Жаном Вермейеном, одним из наиболее выдающихся ювелиров того времени, которого специально вызвали из Антверпена. Ему показали образцы имевшихся в Праге старинных корон. Потом повезли в Нюрнберг, где продемонстрировали другие короны и, в частности, корону Карла Великого. Нужно было сделать похожую, но которая соответствовала бы и новому времени, и величию императорского трона. Для работы он мог использовать большое количество золота, драгоценных камней и жемчуга. Мастер согласился. За основу он взял чешскую княжескую корону святого Вацлава.
Корона состоит из трёх частей: венца, высокой дуги, и митры.

## Венец
Венец сам по себе формирует корону — митра и дуга как бы вставлены дополнительно. Венец символизирует королевскую власть. Он состоит из восьми лилий, прототипом которых послужили лилии чешской короны святого Вацлава. Лилии также иногда связываются с геральдическими лилиями французской королевской династии Валуа. Цифра восемь — также не случайна, в основу были положены восемь пластин, из которых состоит корона Карла Великого. Венец украшен драгоценными камнями: шпинелью, цирконами и жемчугом.

## Митра
Митра символизирует божественное право управлять. Во время коронации император посвящался дьяконом. Митра состоит из двух частей, между которыми идёт дуга от фронта до задней части, как в короне Карла Великого. Митра сделана из золота, по краю украшена эмалевой полосой с изображением птиц и цветов. Митра разделена на четыре секции, каждая из которых несёт на себе картины ключевых событий в жизни Рудольфа II. Первая картина показывает его стоящего на коленях, при получении короны Карла Великого в Регенсбурге как императора Священной Римской империи. Следующая, показывает его въезжающего на холм для коронации в Пожони (современная Братислава) как короля Венгрии. Третья показывает коронационную процессию в Праге, как короля Чехии, и четвёртая изображает аллегорию его победы над турецким войсками, хотя сам император и не участвовал лично в сколь-либо удачных сражениях с турками. Надпись в дуге на латыни: RVDOLPHVS II ROM IMP AVGVSTUS HVNG ET BOH REX CONSTRVXIT MDCII (Сделана для Рудольфа II, римского императора, короля Венгрии и Богемии, в 1602).

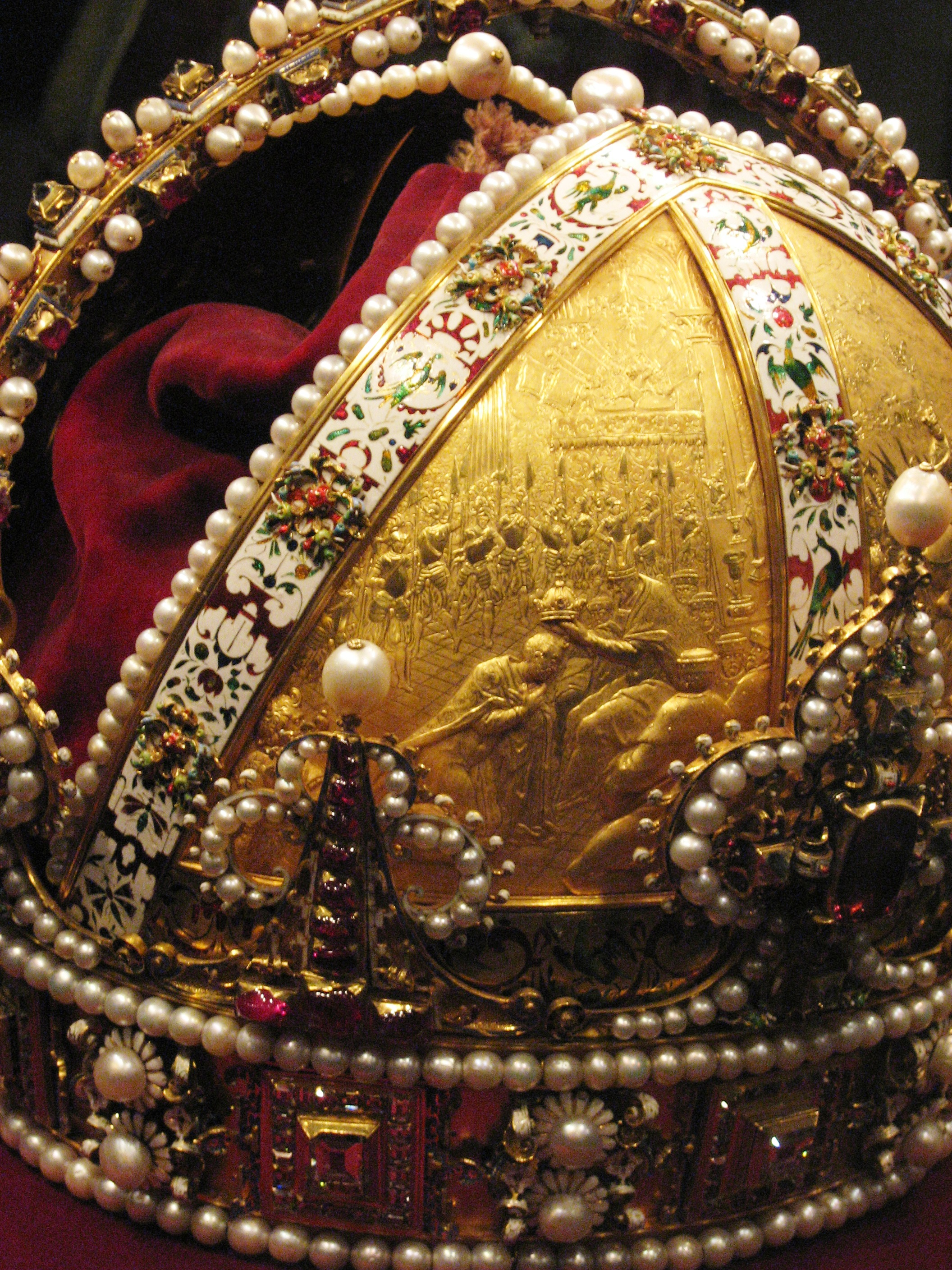
Секция, изображающая коронацию Рудольфа II императором Священной Римской империи
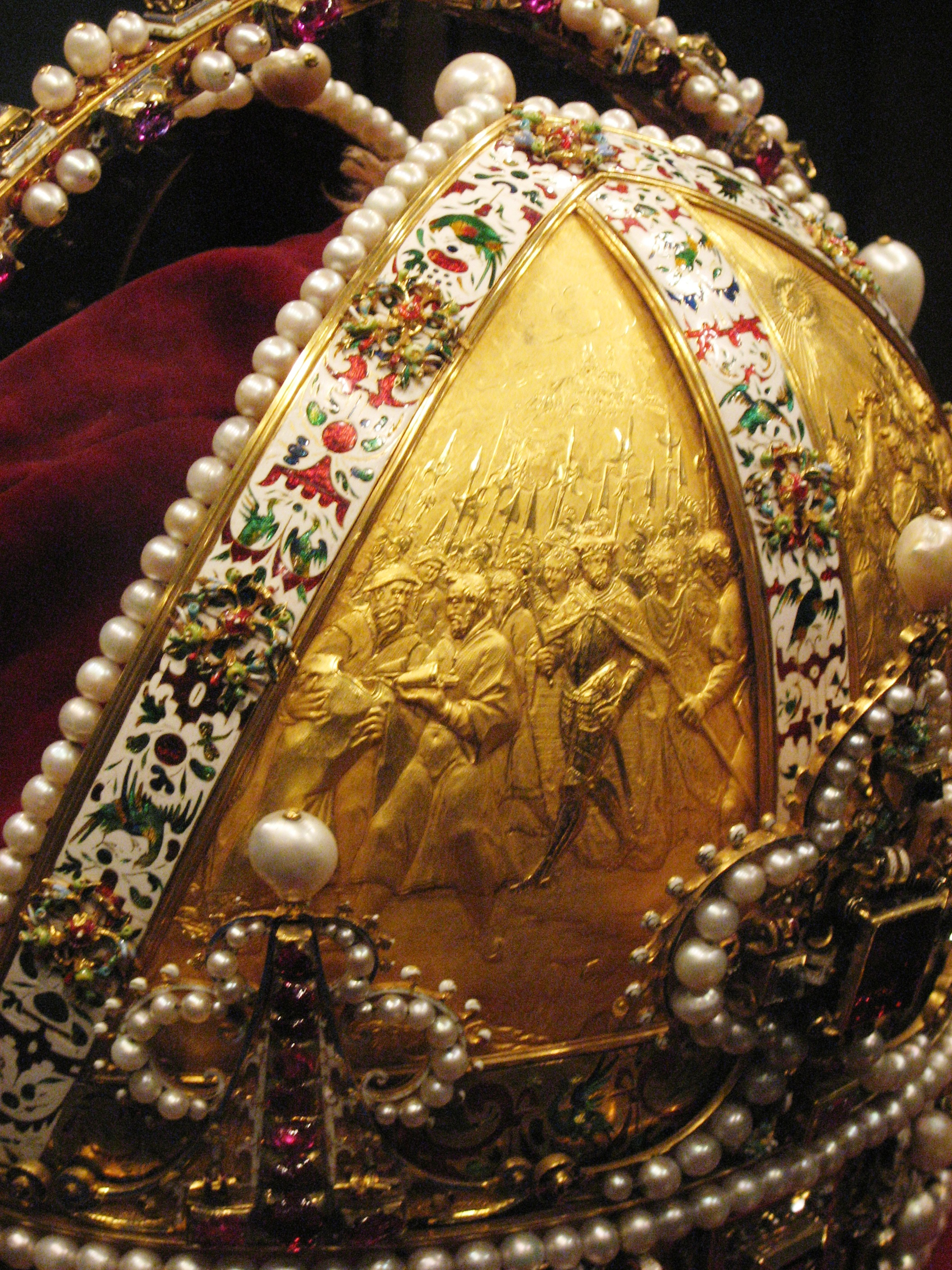
Коронация короля Богемии
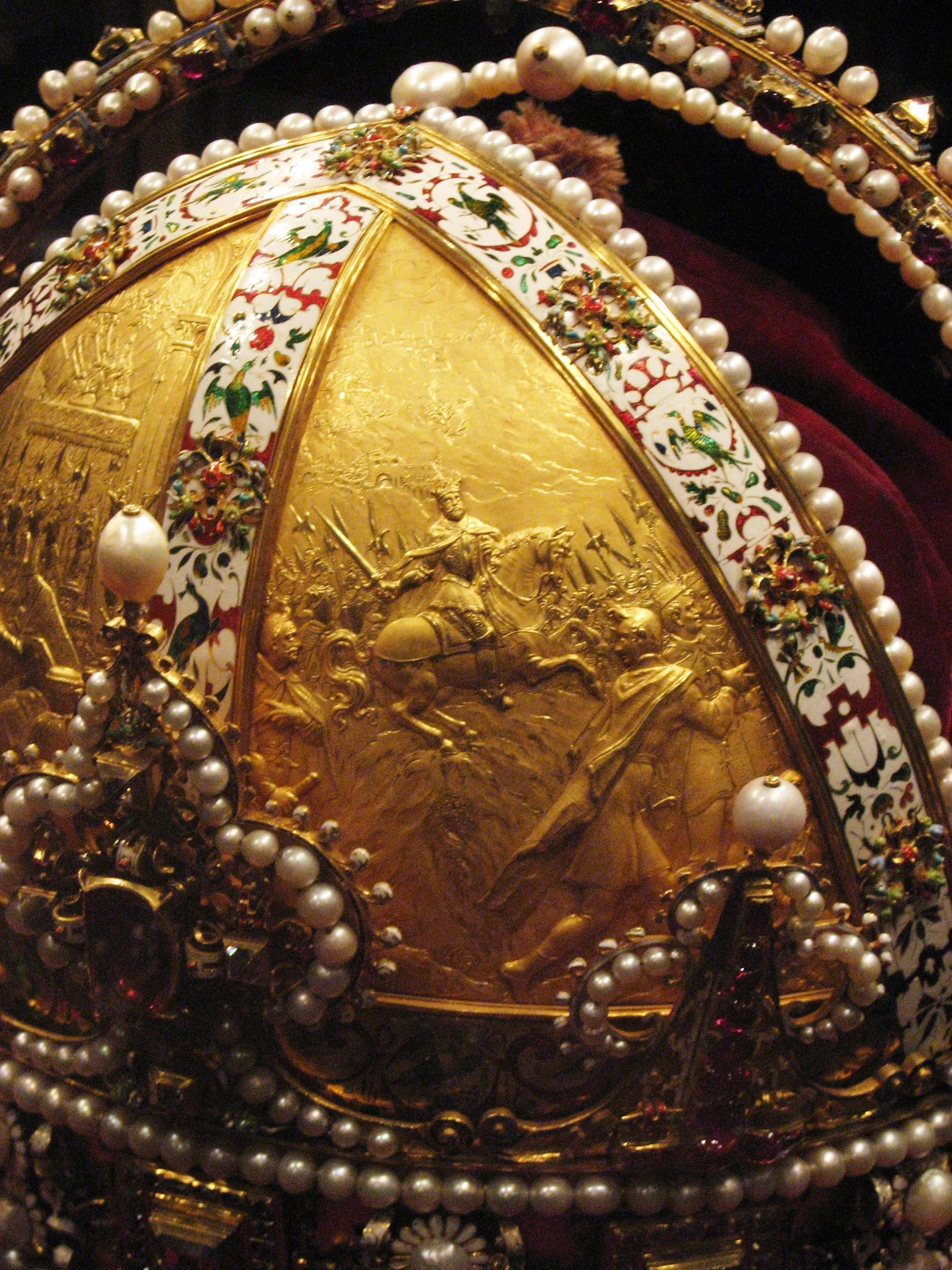
Коронация короля Венгрии
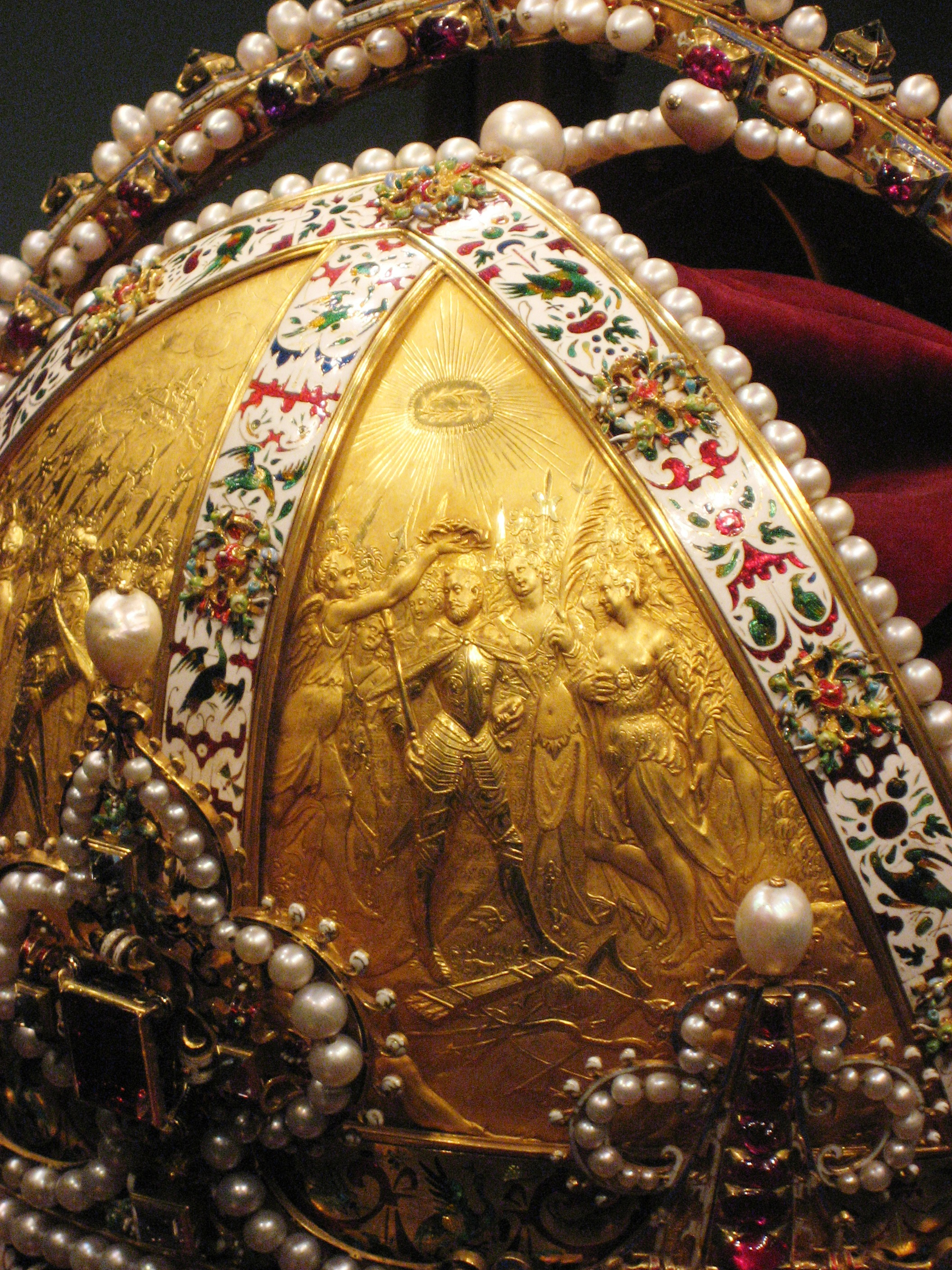
Победа над турками

## Дуга
Дуга была очевидно сделана по примеру дуги короны Карла Великого. Дуга украшена восемью алмазами, которые символизируют Христа. Император расценивается как правитель на земле от имени Христа. Венчает дугу синий сапфир, который символизирует небеса. Сапфир не был огранён, но отполирован.

## Скипетр и держава

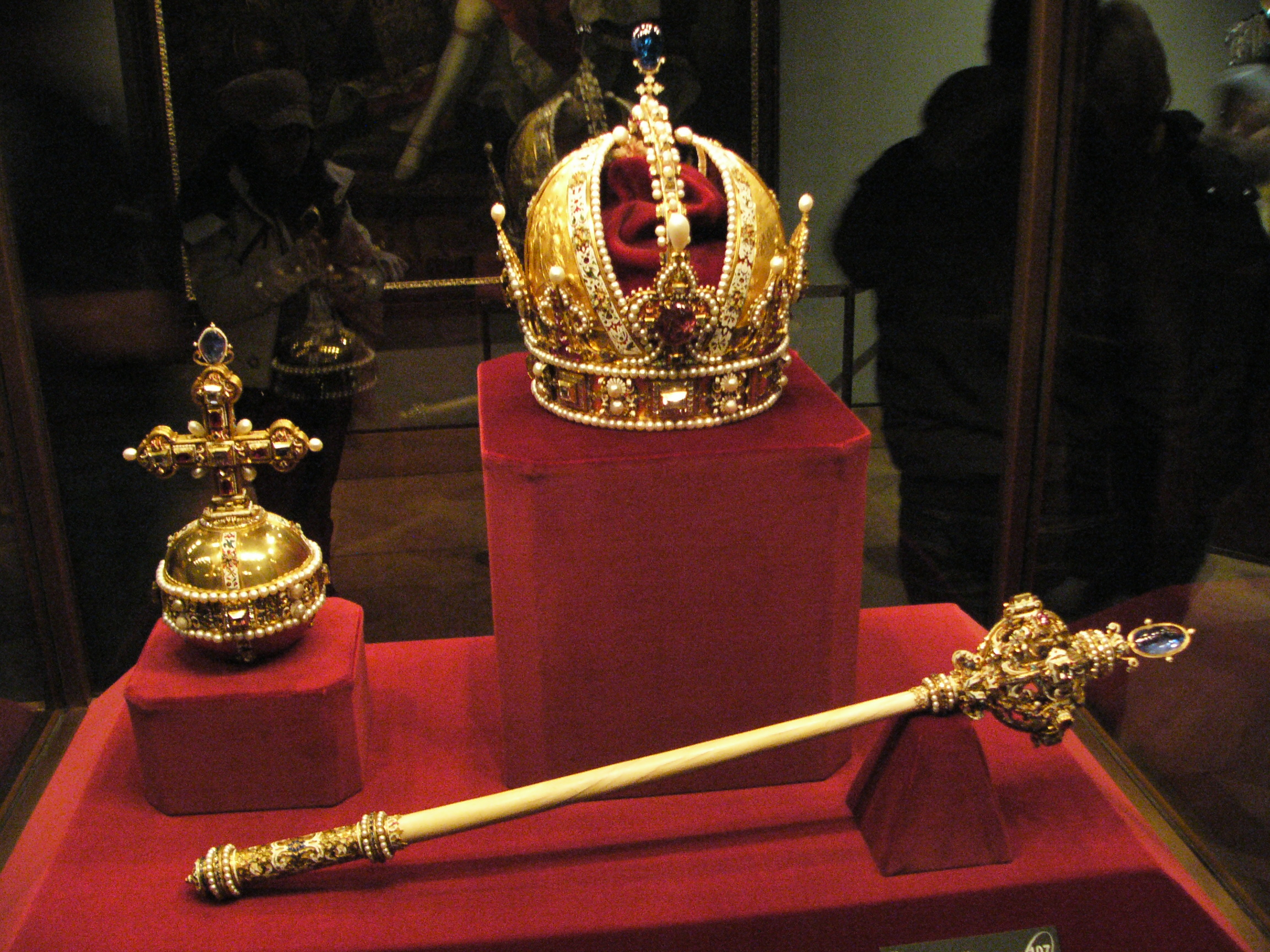
Королевские регалии Австрии

Также символами императорской власти считаются скипетр и держава, которые были изготовлены в 1612 году для брата Рудольфа Маттиаса, его преемника. Регалии были изготовлены ювелиром Андреасом Охзенбруком. Их форма была вдохновлена от короны Рудольфа II, особенно работа по эмали была скопирована в её стиле. Особенность скипетра заключается в том, что он сделан из «рога единорога». Скипетр и держава использовались при коронации императоров Австрии, иногда как Чешские королевские регалии, иногда при провозглашении наследственных эрцгерцогов австрийских.

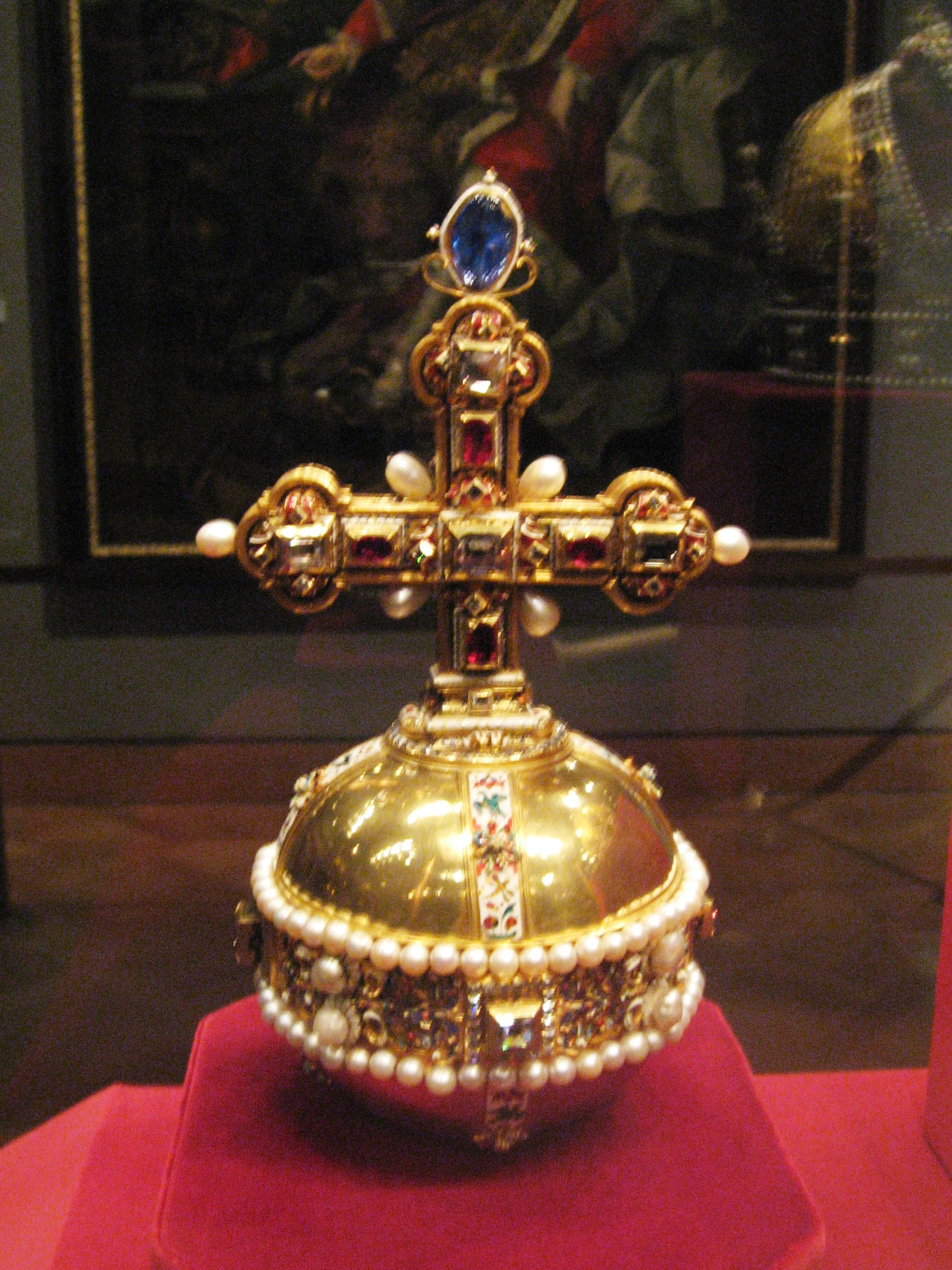
Держава
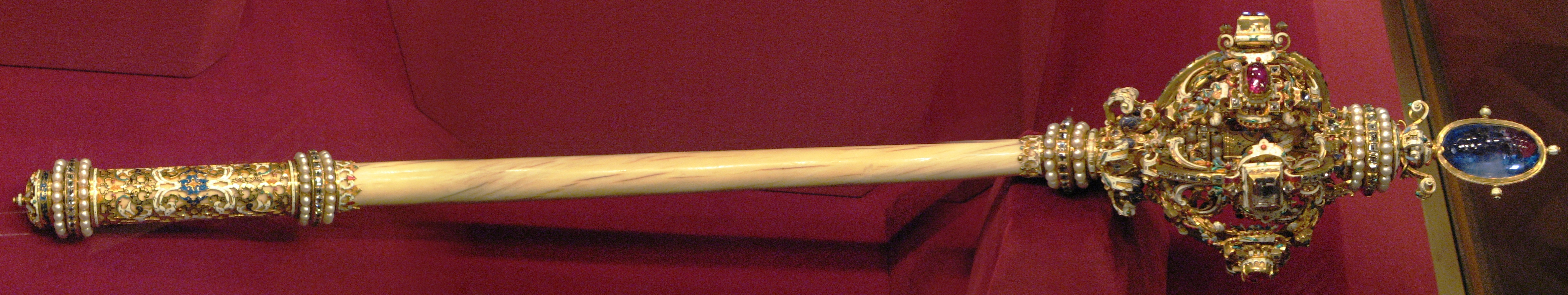
Скипетр
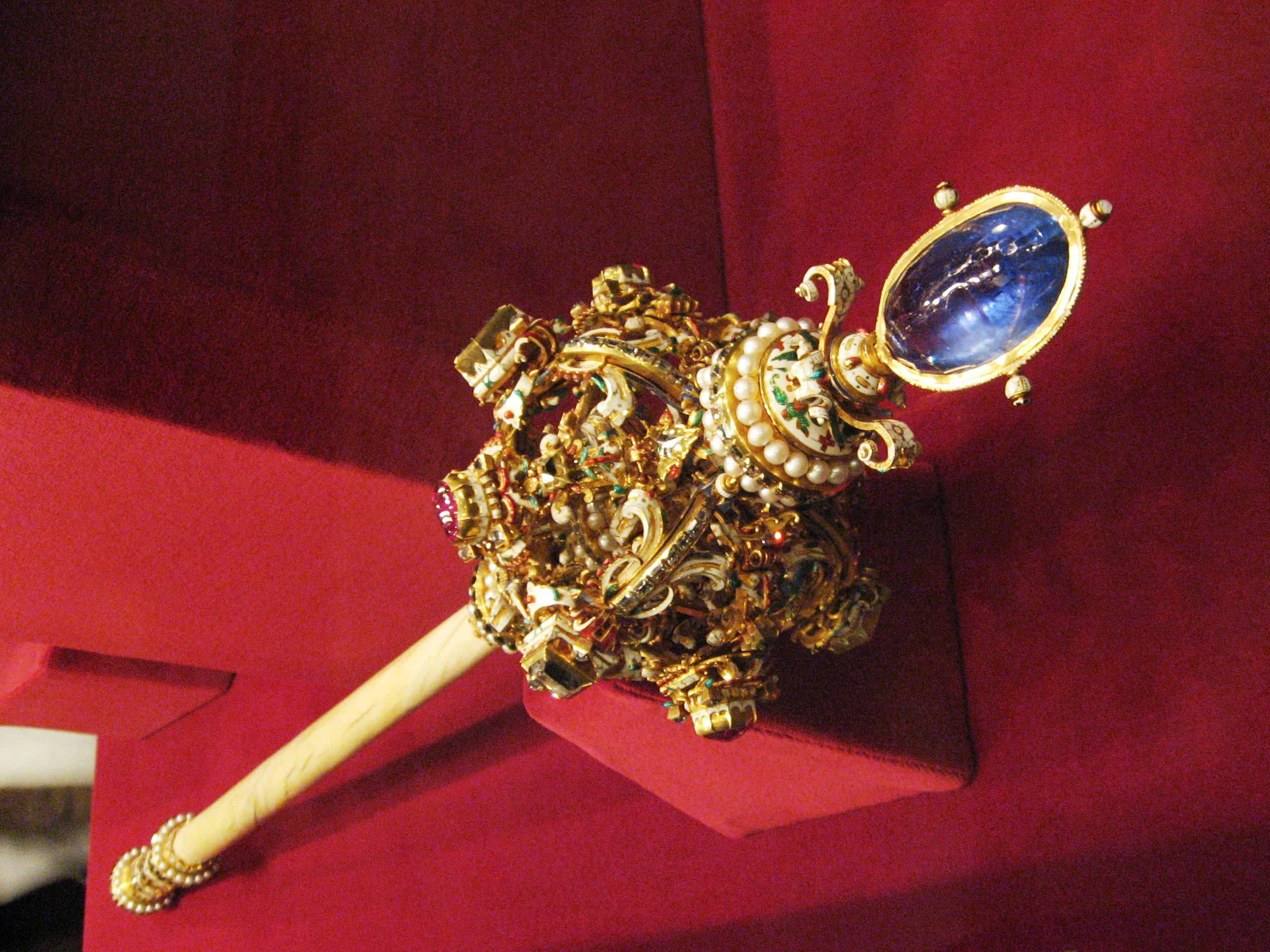
Навершие скипетра
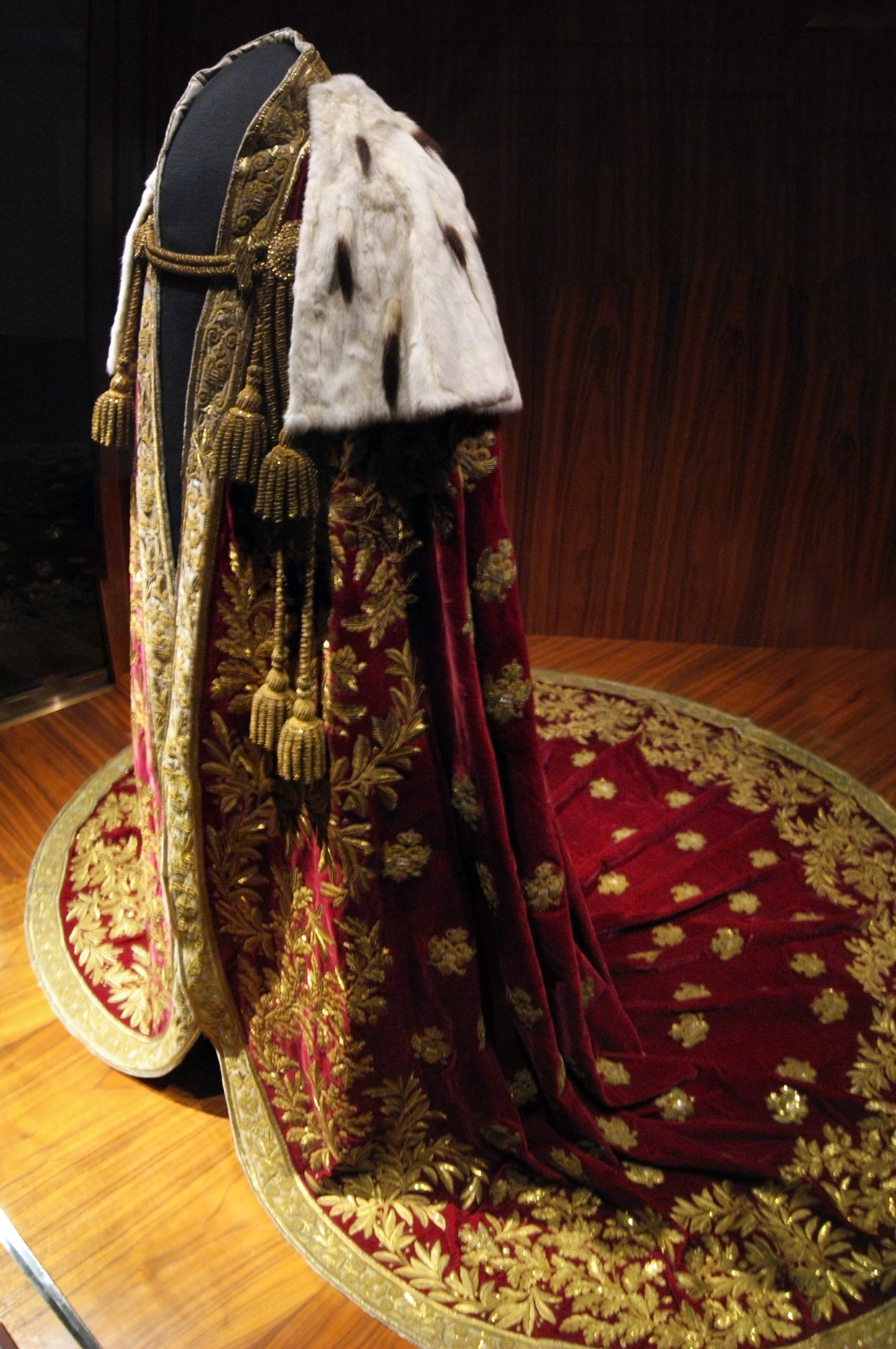
Императорская мантия

Корона, скипетр, и держава хранятся и экспонируются во дворце Хофбург в Вене, Австрия.